# Вино любви
«Вино любви» (исп. Vino el amor) — мексиканская теленовелла 2016 года от продюсера Хосе Альберто Кастро для телекомпании «Televisa», в главных ролях Габриэль Сото, Синтия Клитбо, Азела Робинсон и Ирина Баева. Ремейк чилийской теленовеллы La Chúcara. Сериал выходил в эфир с 8 августа 2016 по 19 февраля 2017 года на канале Canal de las Estrellas.

## Сюжет
Дэвид теряет свою жену Лизу в результате, казалось бы, непреднамеренного несчастного случая, устроенного ее одержимой сестрой Грасиелой. Дэвид впадает в депрессию до такой степени, что начинает пренебрегать своими детьми, Фернандой и Бобби, а также виноградником, который он так сильно любит. Его зловещая теща Лилиан и предполагаемый лучший друг Хуан пытаются воспользоваться ситуацией, чтобы украсть состояние Дэвида. Неожиданное появление на винограднике меняет их планы.
Лусиана ― веселая и порывистая девушка, которая много лет назад жила на винограднике со своей семьей, была депортирована в Мексику вместе со своим отцом Маркосом. Это было вызвано Лилиан, целью которой было избавиться от всей семьи, особенно от матери Лусианы Марты, в отместку за прошлые неприятности, поскольку она послала за ними чиновников, несмотря на то, что их документы были в порядке и они собирались стать гражданами США. После смерти отца Лусиана возвращается красивой молодой женщиной и разрушает жизнь Дэвида. В их отношениях, состоящих из любви и ненависти, Лусиана меняет все к лучшему, и Дэвид снова начинает любить жизнь, а также завоевывает расположение Лусианы. Однако, учитывая ненависть Лилиан к низшему классу из-за того, что ее муж изменил ей со служанкой, одержимость Грасиелы Дэвидом и неприязнь Фернанды к Лусиане, троица планирует помешать Лусиане остаться в Соединенных Штатах.

## В ролях

### Основной
- Габриэль Сото — Давид
- Синтия Клитбо — Марта
- Асела Робинсон — Лилиан
- Ирина Баева — Лусиана

### Вторичный
- Мар Контрерас — Сьюзен
- Мойзес Арисменди — Сезар
- Вероника Яспеадо — Соня
- Кимберли Дос Рамос — Грасиела
- Кристиан де ла Кампа — Хуан
- Алехандро Авила — Маркос
- Лора Кармин — Лиза
- Хуан Видаль — Гутьеррес
- Хосе Эдуардо Дербес — Леон
- Глория Аура — Перла
- София Кастро — Фернанда
- Рауль Коронадо — Мигель
- Марио Лория — Рамон
- Лучано Зачарски — Карлос
- Янет Седано — Карито

## Награды и номинации
| Год  | Награда                | Категория                                 | Получатель                          | Результат |
| ---- | ---------------------- | ----------------------------------------- | ----------------------------------- | --------- |
| 2017 | 35th TVyNovelas Awards | Лучшая теленовелла года                   | Хосе Альберто Кастро                | Номинация |
| 2017 | 35th TVyNovelas Awards | Лучшая актриса антагонист                 | Асела Робинсон                      | Победа    |
| 2017 | 35th TVyNovelas Awards | Лучшая главная актриса                    | Синтия Клитбо                       | Номинация |
| 2017 | 35th TVyNovelas Awards | Лучшая актриса второго плана              | Вероника Хаспеадо                   | Победа    |
| 2017 | 35th TVyNovelas Awards | Лучший актер второго плана                | Хуан Видаль                         | Победа    |
| 2017 | 35th TVyNovelas Awards | Лучшая молодая ведущая актриса            | София Кастро                        | Номинация |
| 2017 | 35th TVyNovelas Awards | Лучшее женское откровение                 | Барбара Лопес                       | Победа    |
| 2017 | 35th TVyNovelas Awards | Лучший оригинальный рассказ или адаптация | Вино любви                          | Номинация |
| 2017 | 35th TVyNovelas Awards | Лучшее направление камер                  | Сальвадор Санчес и Сантьяго Барбоза | Номинация |